# Bucculatrix zizyphella
Bucculatrix zizyphella is een vlinder uit de familie ooglapmotten (Bucculatricidae). De wetenschappelijke naam is voor het eerst geldig gepubliceerd in 1907 door Chretien.
De soort komt voor in Europa.